# هتل ایمپریال، توکیو
هتل ایمپریال (انگلیسی: Imperial Hotel, Tokyo) یک هتل پنج ستاره در توکیو، ژاپن است.
این هتل در ۱۲ دسامبر ۱۸۸۷ بنیان‌گذاری شده و ساختمان کنونی آن در ۱۰ مارس ۱۹۷۰ با ۱۷ طبقه و ۷۷۲ اتاق تأسیس شده‌است.

## ساختمان هتل (۱۸۹۰–۱۹۲۲)

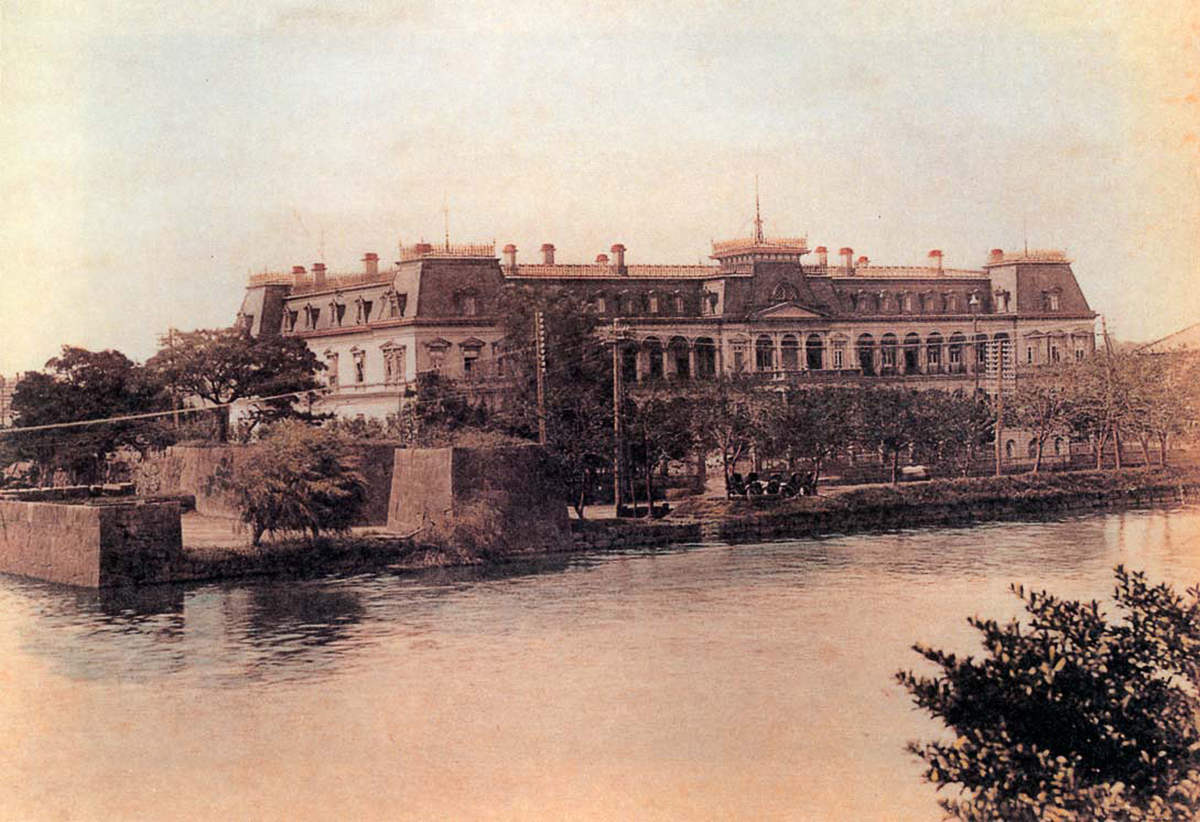
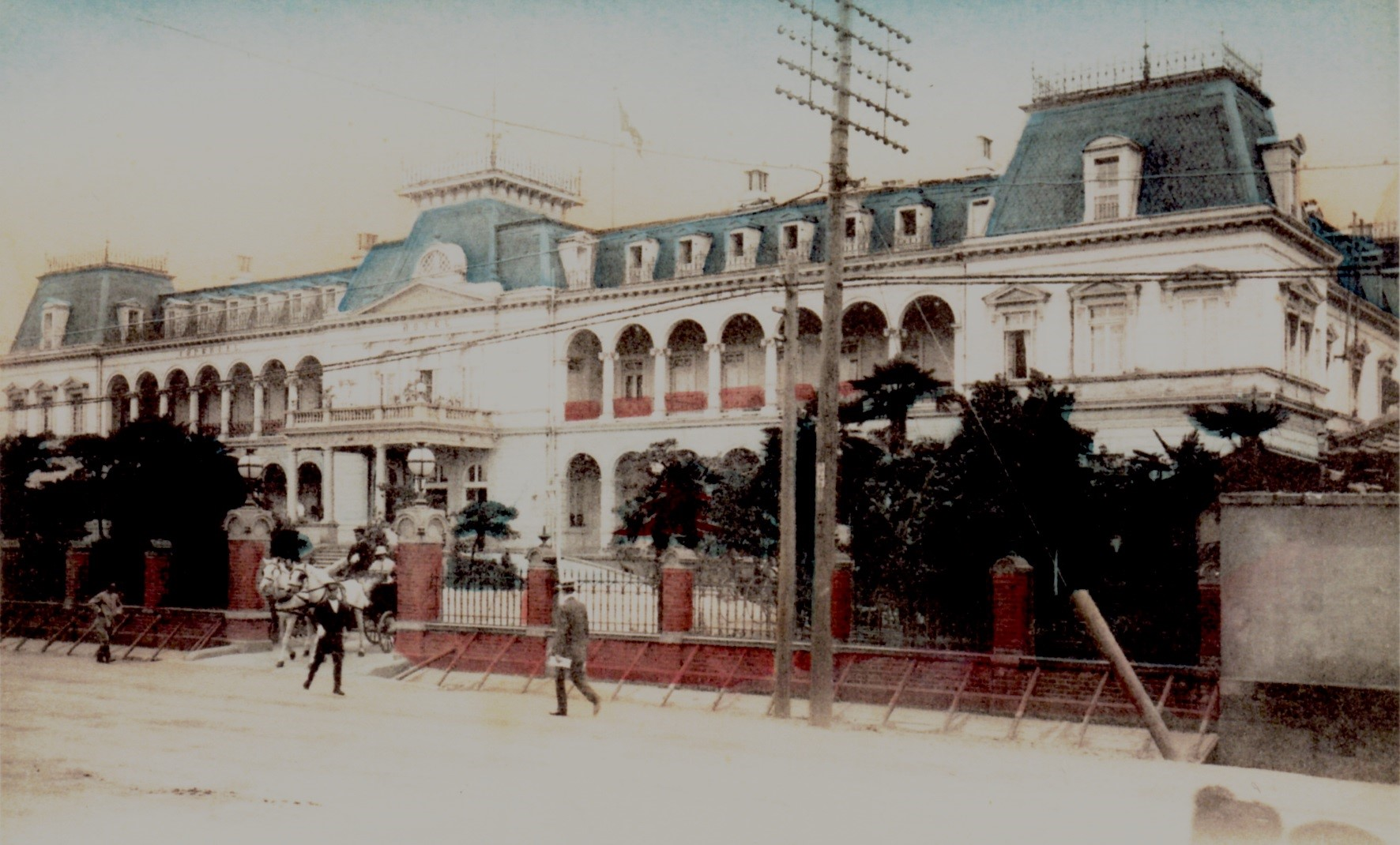

## ساختمان هتل (۱۹۲۳–۱۹۶۸)

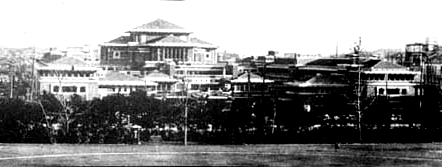
Full view from Hibiya Park
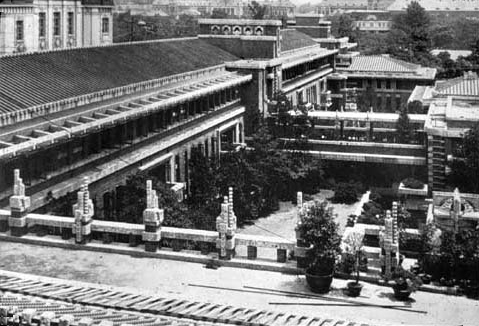
Connecting corridor (Lobby)
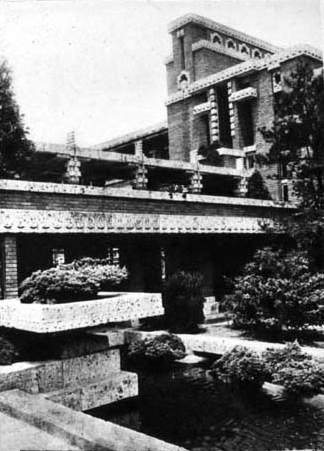
Connecting corridor (Lobby)
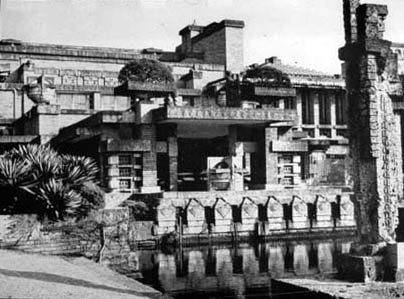
Entrance
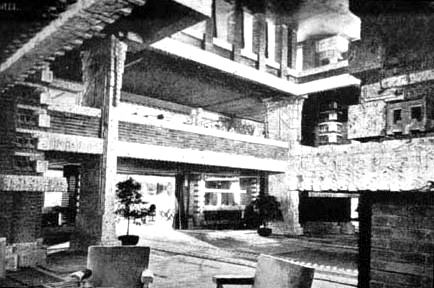
Entrance Hall
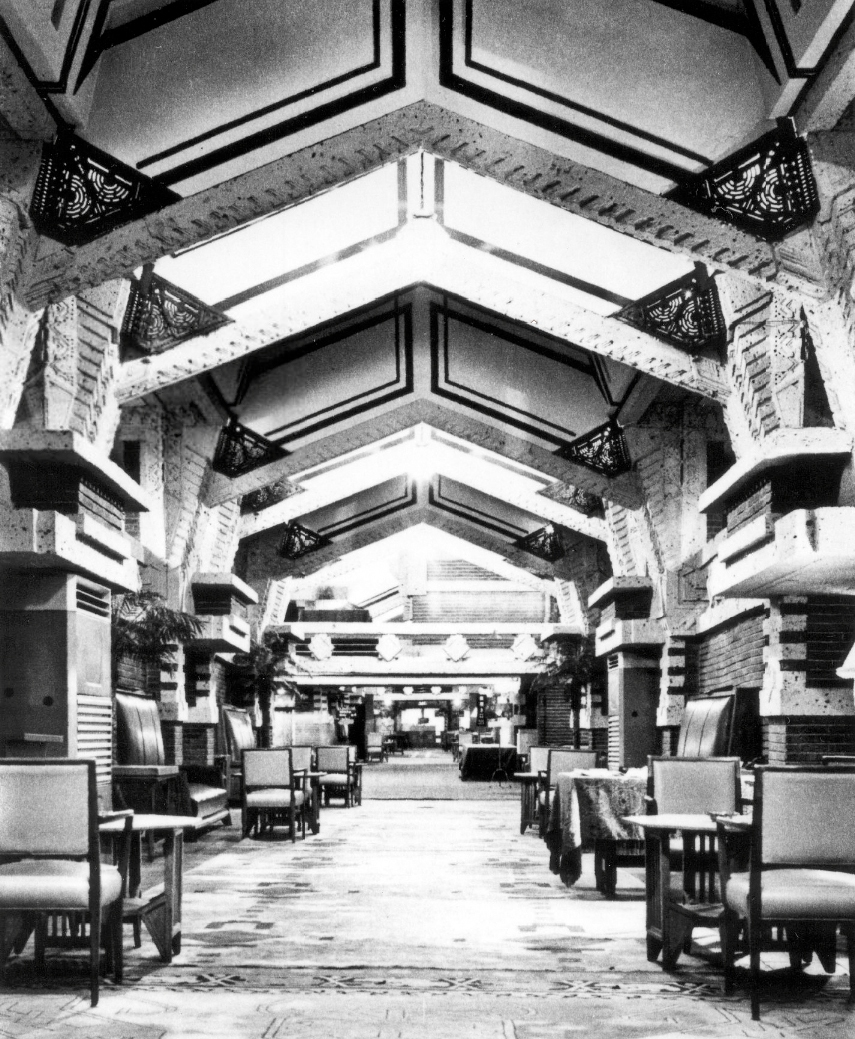
Inside Lobby
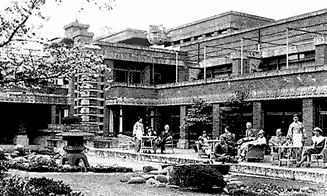
Terrace
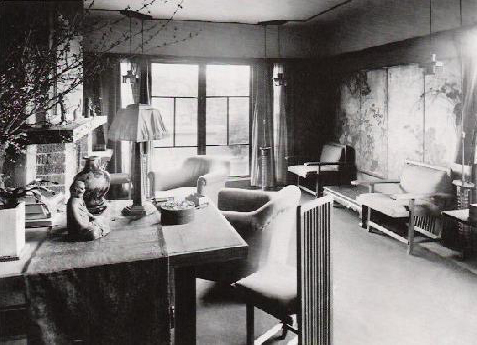
Guest room
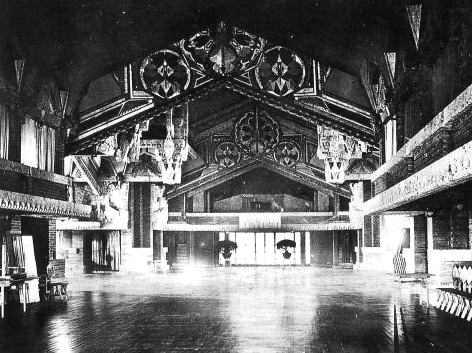
Peacock Room
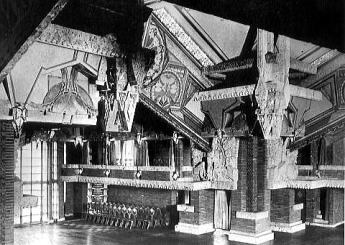
Peacock Room
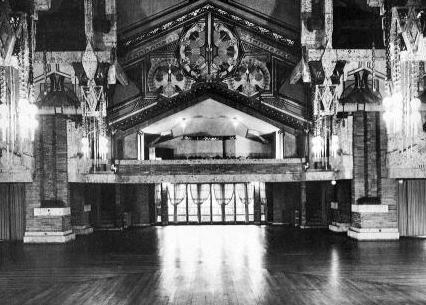
Peacock Room
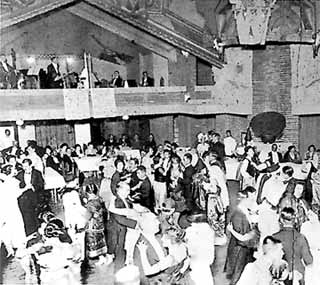
Peacock Room (1935)
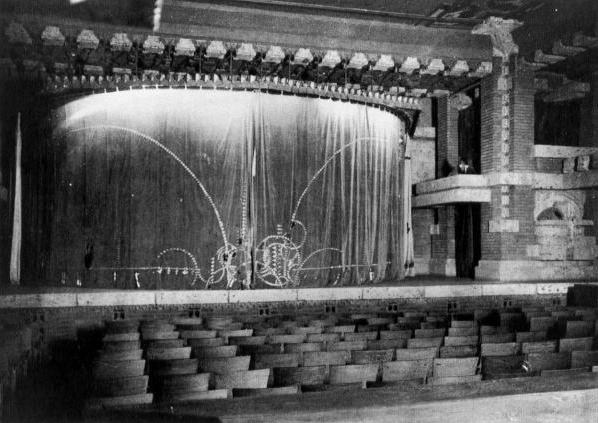
Theater